# Wappen der finnischen Region Nordkarelien
Wappen der finnischen Region Nordkarelien

Diese Seite zeigt Wappen der finnischen Städte und Gemeinden  der Region von Nordkarelien.

## Städte und Gemeinden

Nordkarelien
Eno
Ilomantsi
Joensuu
Juuka
Kitee
Kontiolahti
Lieksa
Liperi
Nurmes
Outokumpu
Polvijärvi
Pyhäselkä
Rääkkylä
Tohmajärvi
Valtimo

- Nordkarelien[1]
- Eno[2]
- Ilomantsi[3]
- Joensuu[4]
- Juuka[5]
- Kitee[6]
- Kontiolahti[7]
- Lieksa[8]
- Liperi[9]
- Nurmes[10]
- Outokumpu[11]
- Polvijärvi[12]
- Pyhäselkä[13]
- Rääkkylä[14]
- Tohmajärvi[15]
- Valtimo[16]

## Wappen aufgelöster und alte Gemeinden

Kesälahti
Kiihtelysvaara
Nurmeksen maalaiskunta
Pielisjärvi
Tohmajärvi (1953 bis 2004)
Tuupovaara
Värtsilä

## Wappenbeschreibung
1. ↑  In Rot zwei silberne Rechtarme aus dem Schildrand hervorbrechend, rechts mit goldenem Gelenkschutz ein silbernes goldgegrifftes  Schwert und links einen goldgegrifften  Krummsäbel schwingend. Zwischen den Armen schwebt eine goldene Krone
2. ↑  In Silber steht auf einem roten Dreiberg ein rotgezungter aufgerichteter schwarzer Biber eine rotgestielte Axt über die rechte Schulter haltend.
3. ↑  Auf dem in Rot und Schwarz gespaltenen Wappen liegen drei silberne finnische Harfen aufrecht
4. ↑  Ein silberner Schrägrechtsbalken teilt oben mit Diamantschnitt in Rot und unten mit Wellenschnitt in Schwarz
5. ↑  In Rot eine ausgerissene silberne Birke mit zehn gleichtingierten Blättern und vier goldene Blütenständen
6. ↑  Im in Rot und Schwarz geteilten Wappen liegt mittig ein achtspeichiges silbernes Steuerrad
7. ↑  In Silber ein rotgezungter rotbewehrter schwarzer Bär mit einer rotgestielten schwarzen Harpune über die  rechte Schulter haltend
8. ↑  In Rot ein silberner Jäger mit Pelzmütze, einer Axt im Gürtel und mit silbernen angelegten und gespannten Bogen
9. ↑  In Silber ein rotes Wiederkreuz
10. ↑  In Rot drei senkrecht stehende silberne Speerspitzen
11. ↑  In Rot ein goldenes slchimistische Symbol für Kupfer unter einem goldenen Tannenschnittschildhaupt
12. ↑  In Silber ein roter Sparren mit drei silbernen fliegenden Gänse
13. ↑  In Rot fünf (1;3;1) silberne Seeblätter zum Kreuz geordnet
14. ↑  In Rot ein Burgunderkreuz mit silbernen Flammen am ganzen Kreuz.
15. ↑  In Silber ein schwarzer Ambos mit drei Flammen aus der Ambosmitte
16. ↑  In Rot ein goldbewehrter, goldgezungter und geziemter silberner aufgerichteter Wolf. Sieben goldene Kugeln sind am Schildrand ohne Haupt angeordnet.
17. ↑  In Schwarz eine wellengeschnittene silberne Spitze mit drei (1;2)  roten Fünfblättern (Fingerkraut ?)
18. ↑  In Schwarz  vier hängende silberne Eichhörnchenschwänze
19. ↑  In Rot und Schwarz gespalten eine silberne ausgerissene Kiefer mit zwei goldenen Zapfen
20. ↑  In Gold mit schwarzer Rechtsflanke ein schwarzer Specht mit rotem Scheitel und Zehen in Sitzhaltung
21. ↑  In Schwarz und Rot gespalten liegt ein silberner Birkenzweig mit drei Blättern und zwei Samenständen auf
22. ↑  In Schwarz ein hautfarbener Wanderer mit silbernen Haaren und Kleidern, goldenem Rucksack, Gürtel und Messer   ein goldenes Horn mit beiden Händen haltend und blasen
23. ↑  In Silber ein schwarzer Ambos mit drei Flammen aus der Ambosmitte